# Plaque d'immatriculation britannique
La plaque d'immatriculation britannique est l'un des éléments du dispositif permettant l'identification d'un véhicule du parc automobile du Royaume-Uni. Elle est obligatoire sur la plupart des véhicules à moteur empruntant le réseau routier. Les plaques sont attribuées à vie au véhicule.
Au Royaume-Uni, les plaques ont été rendues obligatoires par le Motor Car Act de 1903, entré en vigueur en 1904. Elles ont été créées pour identifier plus facilement le propriétaire d'un véhicule en cas d'accident ou d'infraction à la loi. Depuis 1904, les plaques britanniques sont rectangulaires ou carrées, avec des dimensions définies par la loi.
Le Royaume-Uni connaît deux systèmes d'immatriculation. L'un s'applique uniquement à la Grande-Bretagne (Angleterre, Écosse et Pays de Galles), l'autre à l'Irlande du Nord. Le premier date de 2001, tandis que le second est resté similaire au système de 1904. Depuis 2014, les deux systèmes sont administrés par une agence nationale dont le siège est à Swansea au Pays de Galles. Les dépendances de la Couronne, incluant l'Île de Man et les Îles Anglo-Normandes, ainsi que les territoires britanniques d'outre-mer, dont Gibraltar, ont des systèmes propres à chacun d'eux.

## Couleurs et dimensions

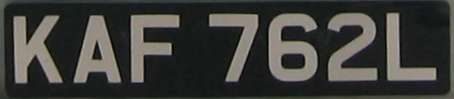
Plaque noire pour véhicule immatriculé avant 1973 (Voiture immatriculée à Truro (AF) entre le 1er août 1972 et le 31 juillet 1973 (L)).

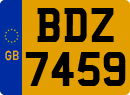
Plaque à deux lignes. Voiture immatriculée à Antrim (DZ) sans indication de date

Les plaques britanniques doivent être produites conformément aux Road Vehicles (Display of Registration Marks) Regulations de 2001. Les véhicules sortis d'usine après le 1er janvier 1973 doivent avoir une plaque réfléchissante, de couleur blanche à l'avant et jaune à l'arrière, avec des caractères noirs. Les plaques réfléchissantes ont été introduites dès 1968 mais elles sont restées facultatives jusqu'en 1973. Toutes les plaques délivrées avant 1968 étaient noires à caractères blancs, gris ou argentés. Les plaques de ce type sont encore autorisées sur les véhicules immatriculés avant 1973 ; ils sont considérés comme des automobiles de collection.
Depuis 2001, les plaques doivent utiliser une police de caractères précise, et la position des caractères et leur espacement est défini par la loi. Des caractères plus petits sont autorisés sur les véhicules importés qui nécessitent des plaques réduites.
La taille des plaques n'est pas réglementée et dépend du modèle de voiture. La Rover 75 nécessite par exemple des plaques de 635 mm x 175 mm. En général, les plaques britanniques font 520 mm × 111 mm, mais les plaques arrière ont souvent une dimension de 533 mm × 152 mm.
Les motocyclettes ont des plaques à deux lignes et seule une plaque arrière est obligatoire.

## Bande gauche
Certaines plaques britanniques sont conformes à la directive de l'Union européenne de 1998 qui préconise un cartouche bleu à gauche comprenant le code du pays et les étoiles du drapeau européen. Cependant, ce cartouche, appelé 
eurobande, n'est pas obligatoire au Royaume-Uni. La régulation à propos de l'eurobande ne concerne que les États ayant ratifié la Convention de Vienne de 1968, que le Royaume-Uni a signé pour la première fois en 2018. Le pays a également signé la Convention de Genève de 1949, qui oblige les propriétaires à apposer un ovale contenant le code pays à l'arrière de leur véhicule lorsqu'ils se rendent à l'étranger.
Les plaques délivrées dans les dépendances de la Couronne et à Gibraltar peuvent aussi avoir des bandes à gauche contenant le code local. Ainsi, les plaques de l'Île de Man ont la mention GBM avec le triskèle mannois, celles de Gibraltar GBZ avec les étoiles européennes et celles de Jersey GBJ avec les armoiries jersiaises. Les propriétaires de véhicule vivant en Grande-Bretagne peuvent aussi choisir des codes locaux à la place des étoiles et de la mention GB, mais ils ne sont pas reconnus comme codes internationaux et les voitures doivent porter un ovale en plus. Les codes et symboles régionaux disponibles sont réglementés et l'affichage de tout autre symbole est interdit. Seules les étoiles européennes sont autorisées en Irlande du Nord.
Types de bande gauche autorisés (en Grande-Bretagne uniquement) :
| Royaume-Uni/Grande-Bretagne : Union Jack ou étoiles et mention Great Britain ou GB. | Pays de Galles : drapeau et mention CYMRU, Cymru, CYM ou Cym. | Angleterre : drapeau et mention ENGLAND, England, ENG ou Eng. |
|                                                                                     |                                                               |                                                               |
| Écosse : drapeau et mention SCOTLAND, Scotland, SCO ou Sco.                         | Royaume-Uni : Union Jack et mention United Kingdom ou UK.     | Pas de bande gauche (ou eurobande à étoiles).                 |

## Séries courantes

### Grande-Bretagne

#### Système actuel

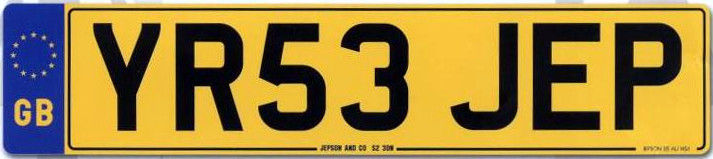
Plaque délivrée dans le Yorkshire (Y), par le bureau de Sheffield (R), entre septembre 2003 et février 2004 (53).

Le système actuel pour la Grande-Bretagne date du 1er septembre 2001. Toutes les plaques de la série courante comportent sept caractères. Ces sept caractères sont divisés en trois groupes.

##### Le premier groupe: indication géographique
Il comprend deux lettres identifiant le bureau local d'immatriculation. La première lettre de ce code géographique évoque la région du bureau, dans un souci mnémotechnique,. Ainsi, les codes commençant par A correspondent à des bureaux situés dans l'East Anglia. Les lettres I, Q et Z ne sont pas utilisées.

##### Le deuxième groupe: indication de la date de délivrance
Il comprend un ensemble de deux chiffres indiquant la date d'immatriculation. Si l'immatriculation a été effectuée entre mars et août, ce sont les deux derniers chiffres de l'année qui apparaissent. Si elle a lieu entre septembre et décembre la valeur 50 est ajoutée. Si elle a lieu en janvier ou février, la valeur 50 est ajoutée au deux derniers chiffres de l'année précédente. Ainsi, un véhicule enregistré en janvier 2015 aura une plaque affichant 64, un véhicule enregistré en avril 2015 aura une plaque affichant 15 et un véhicule enregistré en décembre 2015 aura une plaque affichant 65.

##### Le dernier groupe: séquence aléatoire propre à chaque véhicule
Il est composé d'une séquence aléatoire de trois lettres servant à différencier des véhicules qui pourraient avoir la même immatriculation (enregistrés dans le même bureau au même moment de l'année). Les lettres I et Q ne sont pas utilisées, tout comme les combinaisons de lettres qui peuvent être vulgaires ou provocantes, y compris dans des langues étrangères.
Ce système permet notamment de connaître directement l'âge du véhicule. L'indicatif géographique aide aussi les enquêtes de la police, car les témoins d'une infraction ou d'un accident se les rappellent souvent, même s'ils ont oublié le reste de la plaque. Cela permet donc aux policiers de cerner rapidement un plus petit nombre de véhicules suspects. Le système devrait avoir assez de combinaisons pour attribuer de nouvelles plaques jusqu'au 28 février 2051.

#### Système précédent

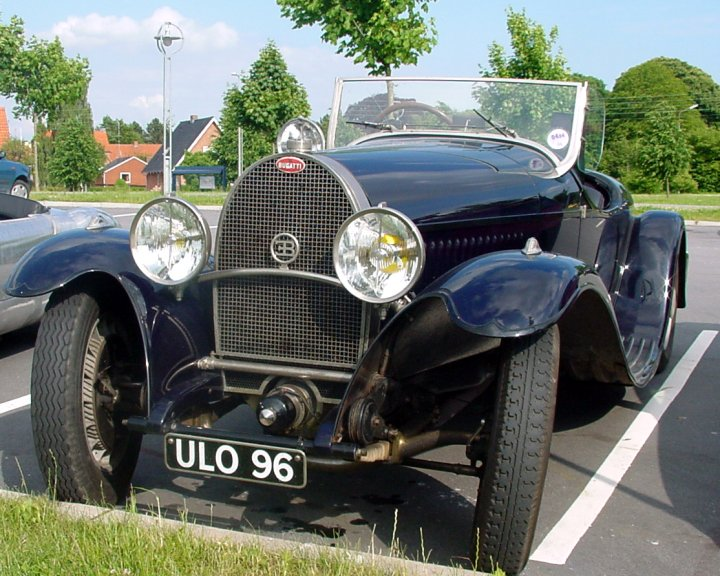
Une Bugatti avec une plaque au format de 1932 et un code de Londres (LO).

Le premier système britannique d'immatriculation a été mis en place en 1904 et a duré jusqu'en 2001, avec cependant quelques changements au fil des ans. Les plaques de 1904 comportaient un code de une à deux lettres suivi par un nombre de 1 à 9999, par exemple HG 8765. Le code de lettres indiquait le comté où le véhicule était enregistré. En Angleterre et au Pays de Galles, les lettres ne furent pas attribuées aux comtés selon un ordre alphabétique ou mnémotechnique, mais selon leur nombre d'habitants au recensement de 1901. Ainsi, Londres reçut le A, le Lancashire le B, et le Yorkshire de l'Ouest le C. Le Y revint au Somerset, puis AA au Hampshire, AB au Worcestershire, etc. Le dernier code, FP, fut attribué au Rutland. Les lettres G, S et V furent réservées à l'Écosse qui attribua les codes de ses comtés de façon alphabétique : SA pour l'Aberdeenshire, SB pour l'Argyll, etc. I et Z furent réservées à l'Irlande qui suivit également un schéma alphabétique : IA pour Antrim, IB pour Armagh, etc.
Lorsqu'un comté atteignait 9999, il obtenait un nouveau code. Il n'y avait pas de règlement concernant ces nouveaux codes, et l'attribution se faisait au fur et à mesure, selon les combinaisons encore disponibles. Londres et le Middlesex, les plus peuplés, prirent la plupart des codes à deux lettres commençant par L et M, qui sont leurs initiales respectives.

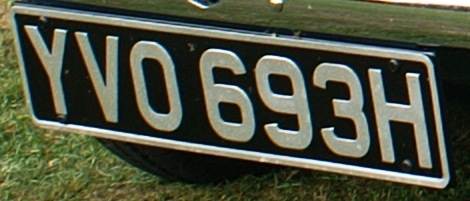
Une plaque au format de 1963, avec un code de Nottingham (VO).

En 1932, un nouveau format fut créé afin d'éviter l'épuisement du système. Une lettre de série fut ajoutée devant le code local et la série de chiffres fut réduite à trois numéros maximum. La première plaque fut délivrée dans le Staffordshire, elle portait les caractères ARF 1. Le I et le Z, réservés à l'Irlande, ne servirent pas de lettre de série, tout comme le Q, qui indiquait les transferts temporaires. Des groupes de lettres furent écartés, formant des mots insultants ou à éviter (DUW, par exemple, fut utilisé une brève période en 1934, puis écarté, bien inoffensif en anglais, car en gallois, il est le mot pour « Dieu »). Aussi écarté fut le groupe GPO, car il était l'abréviation du General Post Office, la poste principale au Royaume-Uni avant 1965. Le nouveau format commença à s'épuiser dès les années 1950, et les comtés commencèrent de nouvelles séries en inversant les lettres et les chiffres sur les plaques.
En 1963, une lettre supplémentaire fut ajoutée à la fin pour augmenter à nouveau les combinaisons. Cette lettre changeait chaque année. En 1963, ce fut A, puis B en 1964. La première plaque fut AHX 1A, délivrée dans le Middlesex. Certaines régions changèrent de codes en 1974, lorsque les immatriculations ne furent plus du ressort des autorités locales mais de bureaux spécifiques. En 1967 les autorités décidèrent d'avoir la date du changement le 1er août au lieu du 1er janvier ; alors, avec l'arrive d'E au début de cette année, cette lettre fut utilisée seulement jusqu'au 31 juillet, quand elle fut remplacée par F le 1er août. Le I, le O, le Q, le U et le Z ne servirent pas de lettre de l'année.
En 1983, la lettre indiquant l'année repartit au A car l'alphabet avait été épuisé, mais elle se déplaça de la fin au début, avec l'inversion du format. La lettre continuait à changer le 1er août chaque année jusqu'en 1999, quand il y avait deux changements chaque année ; T puis V en 1999, W puis X en 2000, et finalement, car l'alphabet avait été épuisé, Y en 2001. Encore, le I, le O, le Q, le U et le Z ne servirent pas.
| \| \| O 810 \| Format de 1904 (O : Birmingham). |       |
|                                                 | O 810 |

| \| \| TYA 990 \| Format de 1932 (YA : Taunton). |         |
|                                                 | TYA 990 |

| \| \| 883 XUL \| Format de 1932 inversé (UL : Londres). |         |
|                                                         | 883 XUL |

| \| \| TVR 765K \| Format de 1963 (VR : Manchester). |          |
|                                                     | TVR 765K |

| \| \| M432 LGE \| Format de 1983 (GE : Glasgow). |          |
|                                                  | M432 LGE |

### Irlande du Nord

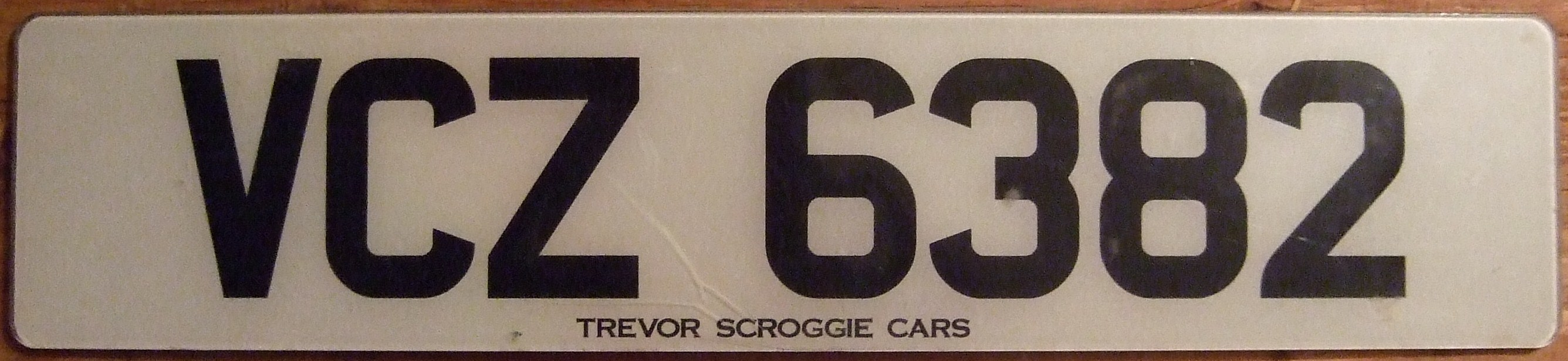
Plaque avant d'Irlande du Nord (CZ : Belfast).

L'Irlande du Nord possède toujours le système de 1904, avec quelques modifications. Elle utilise des codes de lettres identifiant les villes et comtés comprenant I ou Z. Ces deux lettres avaient été attribuées au départ à l'Irlande tout entière. Les codes de deux lettres sont suivis de chiffres entre 1 et 9999, et précédés d'une lettre de série. En 2014, l'administration des immatriculations du Royaume-Uni a été centralisée, avec un seul bureau à Swansea. L'Irlande du Nord a cependant conservé son système.
Codes régionaux :
| Code | Comté ou ville | Code | Comté ou ville | Code | Comté ou ville                              |
| ---- | -------------- | ---- | -------------- | ---- | ------------------------------------------- |
| AZ   | Belfast        | IL   | Fermanagh      | SZ   | Down                                        |
| BZ   | Down           | IW   | Comté de Derry | TZ   | Belfast                                     |
| CZ   | Belfast        | JI   | Tyrone         | UI   | Derry                                       |
| DZ   | Antrim         | JZ   | Down           | UZ   | Belfast                                     |
| EZ   | Belfast        | KZ   | Antrim         | VZ   | Tyrone                                      |
| FZ   | Belfast        | LZ   | Armagh         | WZ   | Belfast                                     |
| GZ   | Belfast        | MZ   | Belfast        | XI   | Belfast                                     |
| HZ   | Tyrone         | NZ   | Comté de Derry | XZ   | Antrim                                      |
| IA   | Antrim         | OI   | Belfast        | YZ   | Comté de Derry                              |
| IB   | Armagh         | OZ   | Belfast        | QNI  | Véhicules d'âge indéterminé.                |
| IG   | Fermanagh      | PZ   | Belfast        | LTZ  | Bus de Londres produits en Irlande du Nord. |
| IJ   | Down           | RZ   | Antrim         |      |                                             |

### Séries spéciales

#### Institutions

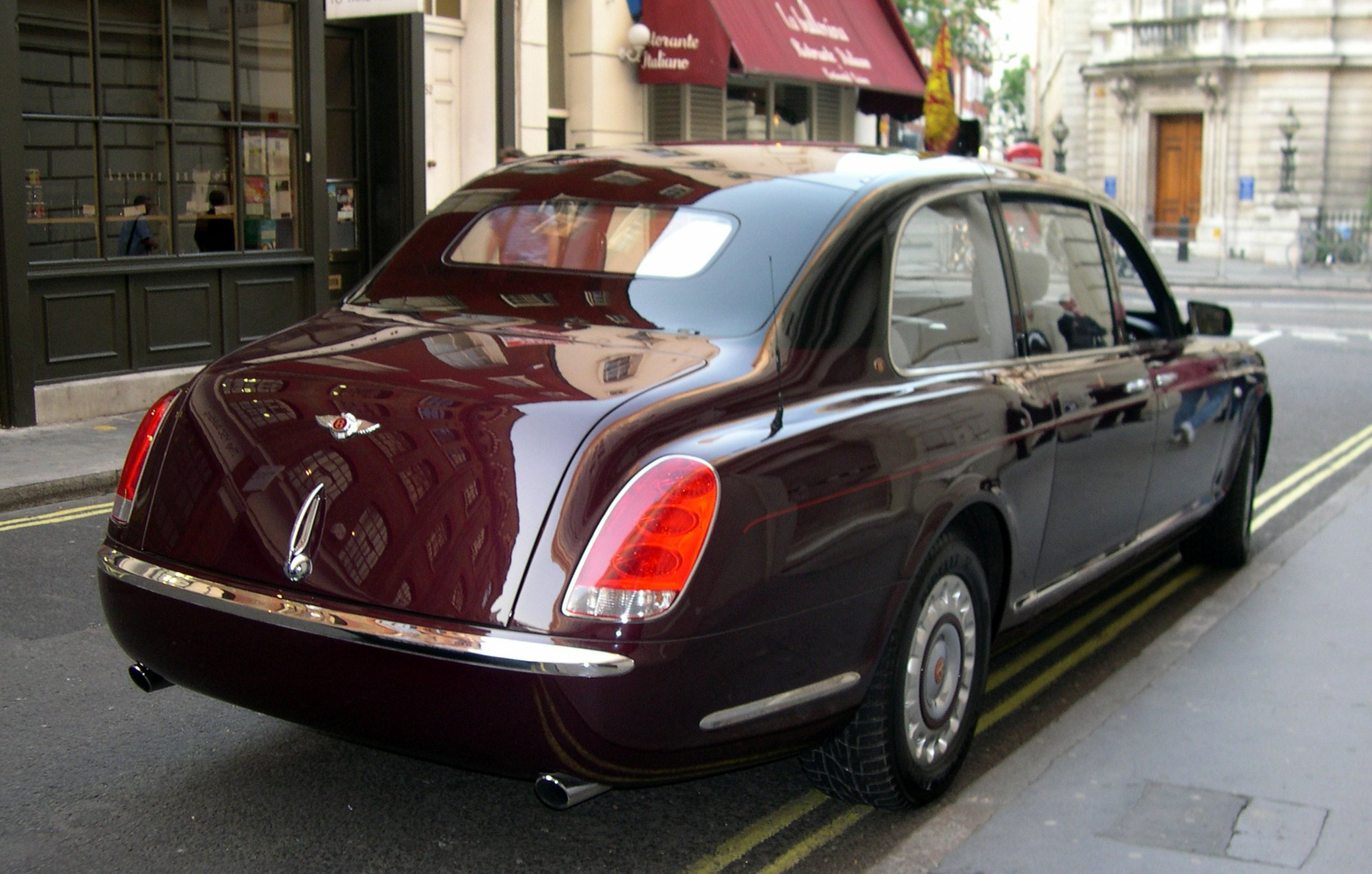
Bentley royale ne portant pas de plaque.

Les véhicules utilisés par le monarque britannique lors d'occasions officielles n'ont pas de plaques. En revanche, ses véhicules privés doivent en porter.

##### Immatriculations militaires
L'Armée britannique utilise des plaques comprenant soit deux chiffres, deux lettres et deux chiffres (99 AA 99), soit, depuis 1995, deux lettres, deux chiffres et deux lettres (AA 99 AA),. Ce système existe depuis 1949. Les plaques sont souvent noires à caractères blancs.

##### Immatriculations diplomatiques
Le corps diplomatique, le corps consulaire et le personnel des ambassades ont des plaques spéciales comprenant trois chiffres, une lettre puis trois chiffres (999 A 999). La lettre indique la catégorie du propriétaire : D pour les diplomates, X pour le personnel non diplomatique. Les trois premiers chiffres indiquent le pays ou l'organisation de rattachement. La dernière série de chiffres est attribuée selon le statut du propriétaire : de 101 à 399 pour les diplomates, de 400 à 699 pour les organisations internationales, et 700 et plus pour le personnel. Les ambassadeurs et les hauts-commissaires ont droit à des plaques personnalisées, par exemple USA 1 pour l'ambassadeur des États-Unis.

#### Plaques temporaires
Les plaques temporaires sont similaires aux plaques diplomatiques, la lettre Q servant d'indicatif. Les plaques pour les véhicules en vente sont blanches à caractères rouges. Elles comprennent trois chiffres, puis de une à trois lettres indiquant le lieu d'immatriculation, selon le format d'avant 2001.

#### Plaques personnalisées
Les plaques personnalisées sont autorisées au Royaume-Uni. Elles sont appelées « cherished plates » ou « vanity plates ». Alors que les plaques d'immatriculation sont habituellement attachées à vie à un véhicule, les propriétaires ont droit de les changer contre une taxe. Les plaques personnalisées peuvent porter des combinaisons anciennes, présentes sur des véhicules retirés de la circulation, ou bien des combinaisons choisies par le propriétaire, contenant par exemple ses initiales. Des combinaisons sont parfois mises aux enchères et certaines atteignent des prix très élevés. Ainsi, une plaque 25 O a été vendue 518 000 £ en 2014.

## Dépendances de la Couronne

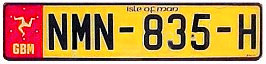
Plaque de l'île de Man.

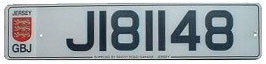
Plaque de Jersey.

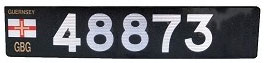
Plaque de Guernesey.

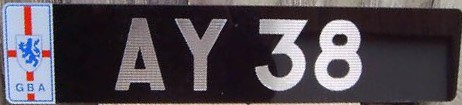
Plaque d'Aurigny.

Les dépendances de la Couronne sont des territoires qui appartiennent à la Couronne britannique sans faire partie du Royaume-Uni. Ils ne font pas non plus partie de l'Union européenne et du Commonwealth. Ils ont une très large autonomie et possèdent leurs propres législations. Les systèmes d'immatriculations sont différents dans chaque dépendance.
- L'Île de Man utilise des plaques de mêmes couleurs que le Royaume-Uni. Les plaques noires sont autorisées sur les véhicules immatriculés avant 1990[25]. Le format actuel comprend une lettre de série, la mention MN puis un tiret et trois chiffres. Les plaques personnalisées sont autorisées[26]. AMN-999
- Le bailliage de Jersey utilise des plaques de même couleur que le Royaume-Uni avec la mention J suivie d'un à six chiffres[27]. J999999
- Le bailliage de Guernesey utilise deux formats différents : l'un pour Guernesey, l'autre pour Aurigny. Les véhicules à moteur autres que les tracteurs sont interdits à Herm et Sercq. Guernesey a des plaques soit noires soit jaunes ou blanches comme le Royaume-Uni. Elles ne contiennent qu'une série d'un à cinq chiffres[28]. 99999 Aurigny utilise des plaques avec la mention AY puis un à quatre chiffres. AY 9999Plaque d'Aurigny.

## Territoires d'outre-mer
Les territoires britanniques d'outre-mer ne font pas partie du Royaume-Uni bien qu'ils soient sous sa souveraineté. La plupart ont leur propre système de gouvernement. Ils possèdent tous un système d'immatriculation qui leur est propre. Certains pays qui étaient autrefois des territoires d'outre-mer ou des colonies ont conservé le système britannique, comme Brunei, Chypre, le Guyana, le Kenya, Hong Kong, la Malaisie et Singapour.
- Gibraltar utilise des plaques portant la mention G suivie de quatre chiffres et une lettre. Les plaques sont jaunes à l'arrière et blanches à l'avant. G 9999 A
- Les îles Malouines ont des plaques portant la mention F suivie de un à trois chiffres puis une lettre. Les plaques sont jaunes à l'arrière et blanches à l'avant. F999A
- Les Bermudes ont des plaques blanches à caractères noirs. Elles comprennent cinq chiffres. Des plaques personnalisées sont autorisées et certaines ont les dimensions des plaques américaines et un fond représentant une carte de l'archipel. 99999
- Les trois îles de Sainte-Hélène, Ascension et Tristan da Cunha ont des plaques différentes. À Sainte-Hélène, elles sont jaunes à l'arrière et blanches à l'avant et comprennent quatre chiffres. 9999 L'île de l'Ascension a des plaques semblables mais elles commencent par A. A 9999 Les plaques de Tristan da Cunha sont noires et portent la mention TDC suivie de trois chiffres maximum. TDC 999
- Anguilla a des plaques avec A suivi de trois chiffres. A 999
- Les îles Vierges britanniques ont des plaques à indicatif suivi de quatre chiffres. Les indicatifs sont : PV pour les véhicules privés, CM pour les véhicules commerciaux, RT pour les locations, TX pour les taxis et GV pour le gouvernement. PV 9999
- Les îles Caïmans ont des plaques à six chiffres séparés en groupes de trois. 999 999
- Les îles Turques-et-Caïques ont des plaques à cinq chiffres. 99999
- Montserrat utilise des plaques à indicatif (R pour la location, M pour les véhicules privés...) suivis de quatre chiffres maximum. M 9999

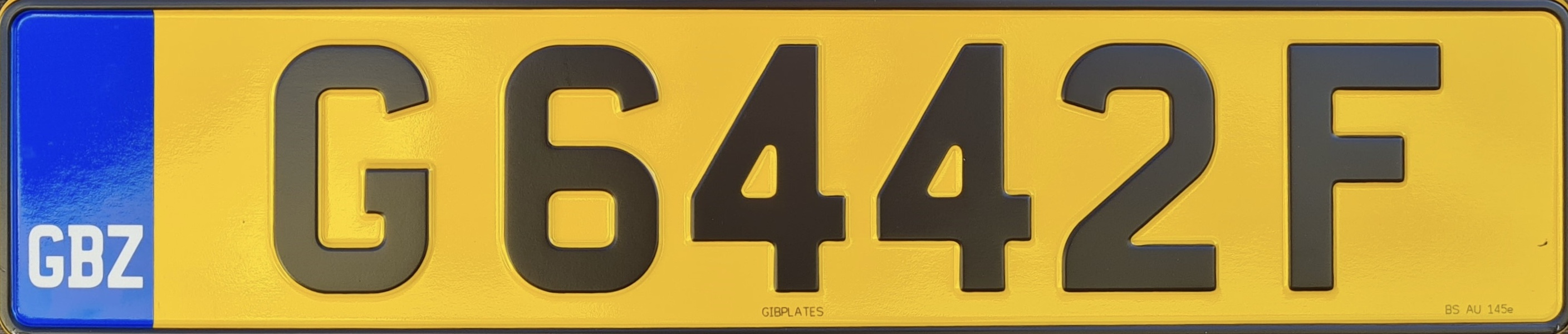
Plaque de Gibraltar.
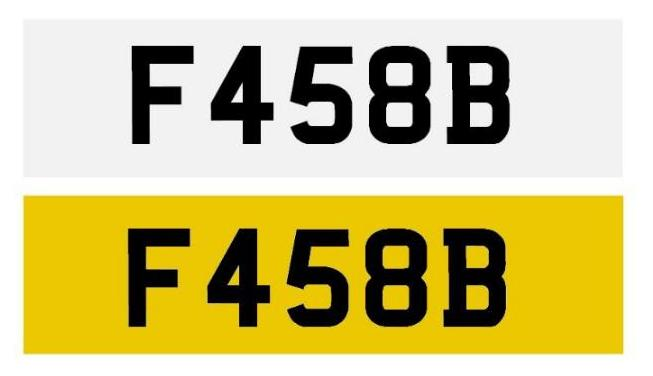
Plaques avant et arrière des Malouines.
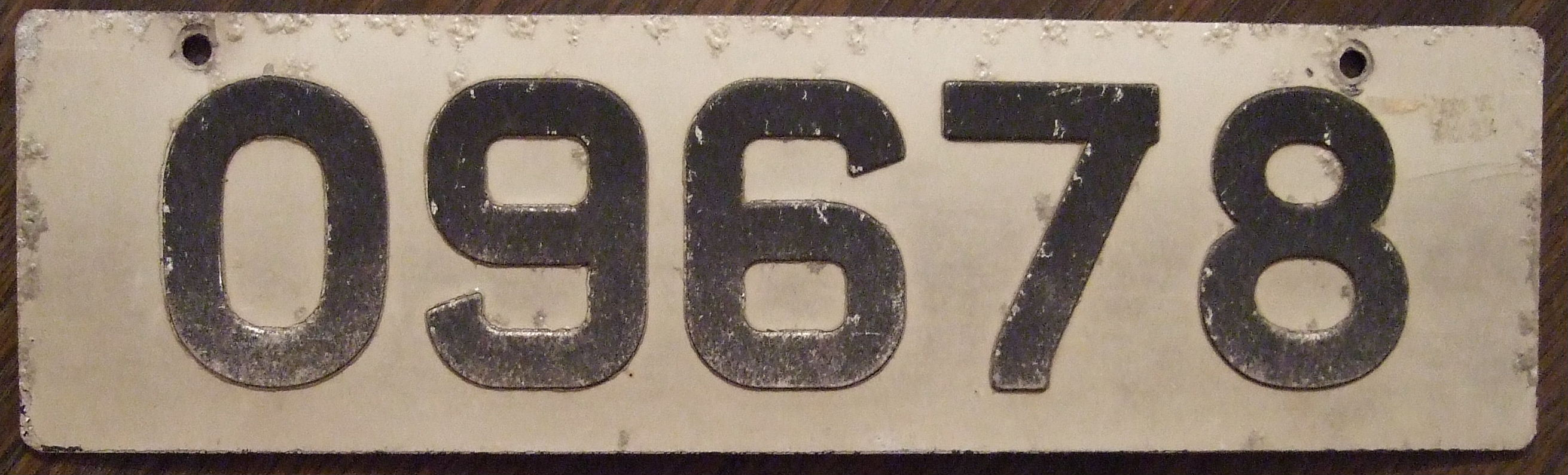
Plaque des Bermudes.
Plaque d'Anguilla.
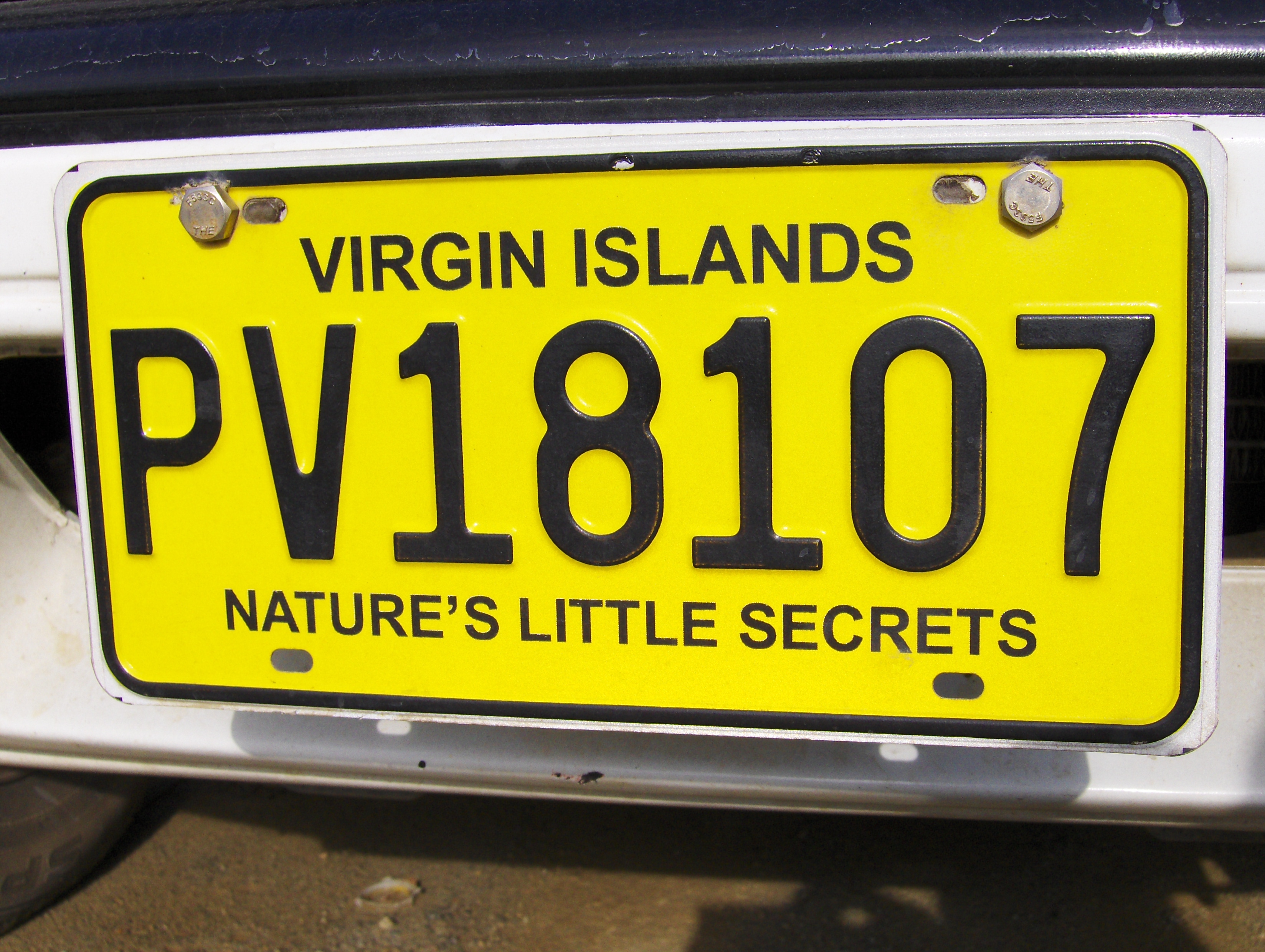
Plaque des Îles Vierges.
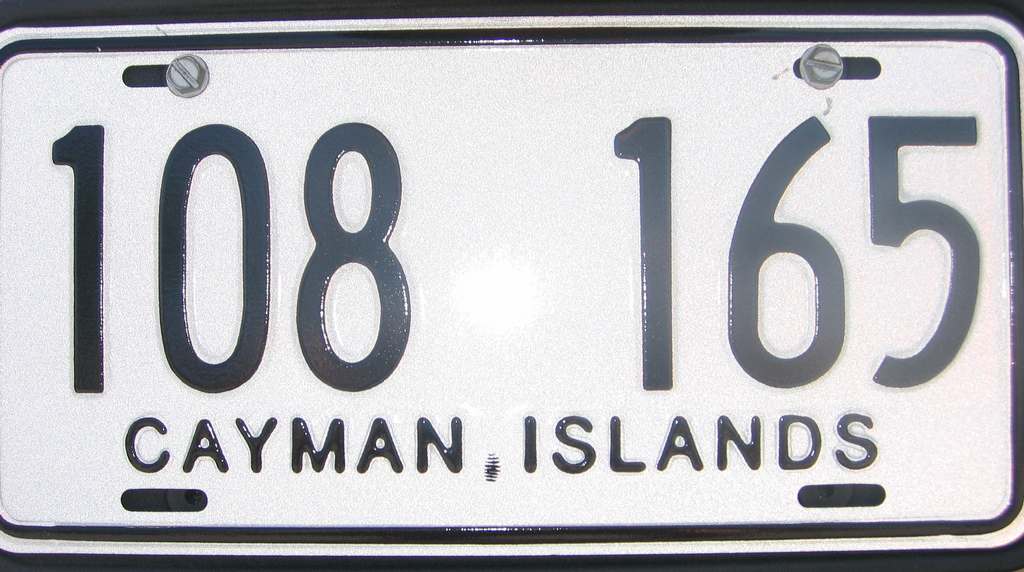
Plaque des Îles Caïmans.